# 唇窝球蛛
唇窝球蛛（学名：Theridion mystaceum）为球蛛科球蛛属的动物。分布于俄罗斯、欧洲以及中国大陆的新疆等地，主要栖息于山野林间草丛以及亦见于建筑场外面。